# La Peralta de Dalt
La Peralta de Dalt és una muntanya de 1.644 metres que es troba al municipi de Les Valls d'Aguilar, a la comarca de l'Alt Urgell.